# 조지아의 선사 시대
조지아의 선사 시대는 현재 조지아 영토의 첫 번째 인류가 거주했던 시대부터, 아시리아인과 우라르투인, 최초의 조지아인 부족에게 기록된 역사의 식견을 가져다 준, 고전 고대 문서들이 있기 전까지의 기간이다.

## 석기시대

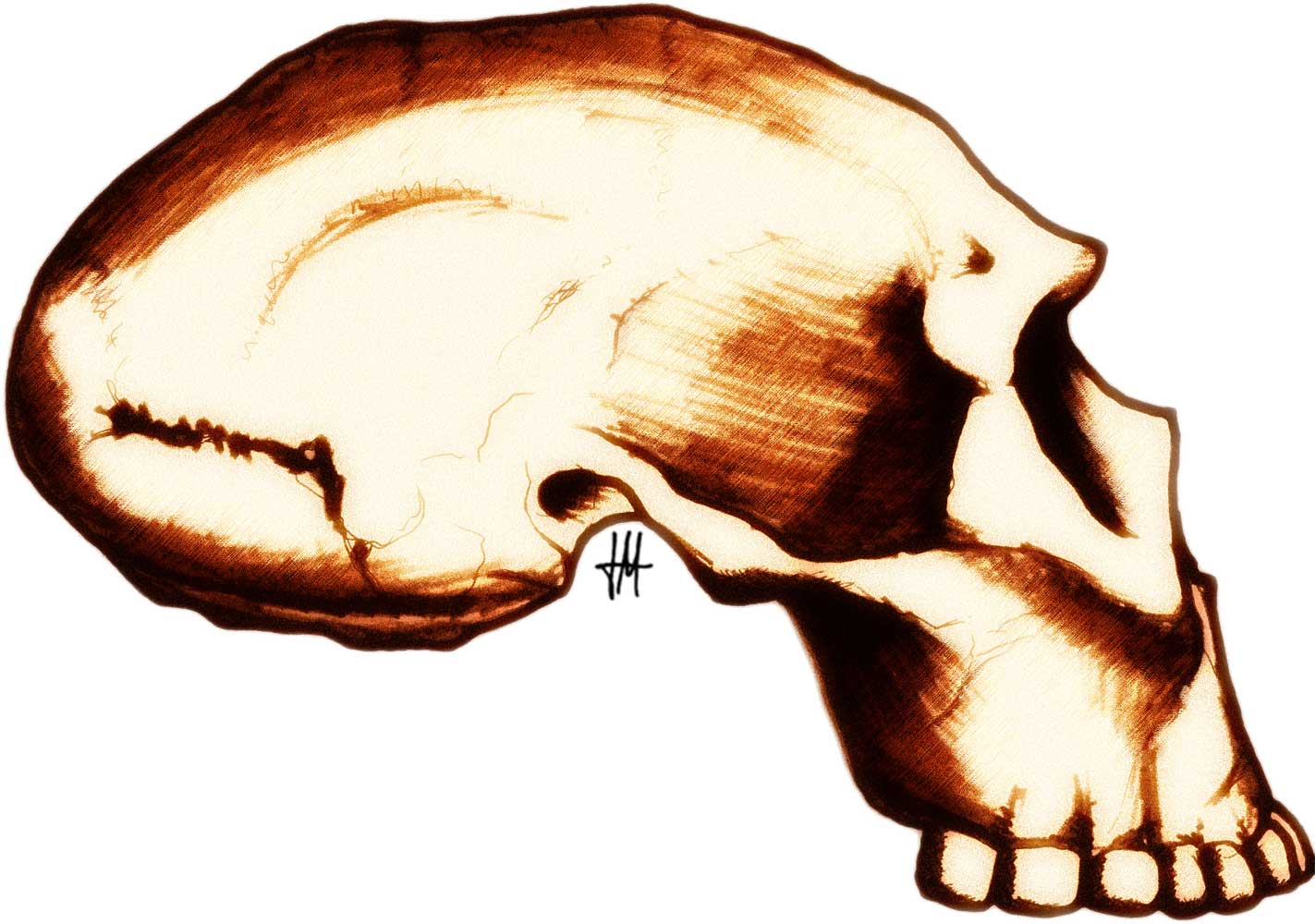
드마니시에서 발견된 호모 게오르기쿠스 화석의 스케치

인류는 오랜 기간 동안 조지아에서 거주하고 있었다. 1999년과 2002년에, 남부 조지아의 드마니시에서, 두개의 호모 에렉투스의 두개골 (H. 게오르기쿠스) 발견으로 증명되었다. 인류가 남긴 수 백개의 석기들과 무수히 많은 동물의 뼈들이 발굴된 고고학적인 지층은 약 160~180만년 전의 지층이다. 유적은 아프리카 대륙 이외 지역의 초기 인류의 존재를 증명하는 가장 뚜렷한 증거를 보여준다.
그 다음의 전기 구석기 시대의 아슐리안 유적들은 조지아와 고지대, 해발 1,600m 의 쿠다로의 동굴과, 2,100m 초나에서 발견되고 있다. 아슐리아인의 옥외 유적들과 출토지들은 조지아의 다른 지역에도 있다고 알려져 있다. 예를 들면 아슐리아인의 손도끼는 해발 2,400m 의 자바케티 고원에서 발견됐다.
조지아의 영토에서 처음으로 연속되는 원시인의 정착은 중기 구석기 시대와 함께, 더 이전인 20만 년 전의 연대까지 거슬러 올라간다. 그 기간의 유적들은 시다 카르틀리, 이메레티아, 압하지아와 다른 지역들에서 별견되고 있다.
코카서스산에 의해 완충되고, 흑해의 개선된 효과들로부터 편의를 누리는 그 지역은 플라이스토세를 통해 생물지리학적 역할을 해오고 있는 것으로 나타났다. 이러한 지리학적인 특징은 남코카서스가 극심한 기후 변화를 모면하게 해주었고, 인류가 수천년동안 그 지역 전체에 걸쳐 번영을 누리도록했다.
후기 구석기 시대의 유적은 데비스 스브렐리, 사카지아, 사그바르지레, 드주드주아나, 그바르질라스 크르데와 다른 동굴 유적지에서 발굴되고 있다. 드주드주아나의 동굴은 최초의 염색된 섬유가 발굴되고 있다. 그 섬유의 연대는 BP 3,600년으로 거슬러 올라간다.
당시에 남부 코카서스의 동부 지역에는 서부 조지아의 리오니 강과 크빌리라 강의 계곡보다 사람들이 드물게 거주하고 있던 것으로 드러났다. 구석기 시대는 약 10,000~12,000년 전에 끝났고, 중석기 시대 문화가 뒤를 이었다. 지리적으로 중간인 곳과 코카서스의 전경은 오늘날 우리들이 보는 것과 흡사한 형태가 되었다.
신석기 시대에는 수렵과 사냥에서 농경과 목축으로의 변화가 최소한 기원전 5000년 조지아에 있었음이 발견되었다. 초기의 신석기 시대 유적들은 주로 서부 조지아에서 발견된다. 그 곳은 쿠트수바니, 아나세우리, 키스키리키, 코부레티, 테트라미트사, 아피아느차, 마크빌리아우리, 코티아스 크리데, 바루리 등이 있다. 기원전 제5천년기에는 쿠라(므트크바리) 유역에도 사람들이 안정적으로 거주하게 되었고, 트소피, 아르츠로와, 사다클로에서 거주지로의 정착은 오래 지속되는 문화 전통, 독특한 건축 양식과, 석기를 사용하는 기술은 다른 신석기 문화들과 현저한 차이를 보인다. 이러한 유적지대부분은 슐라베리-쇼무 문화로 알려진 후기 신석기 시대/금석 병용 시대의 고고학적 문화의 번영과 관련이 있다. 슈라베리 유적지들은 방사성 탄소 연대 측정법에 의하면 기원전 제6천년기 ~ 기원전 제5천년기의 최초의 정착지로 나타난다.
동부 아나톨리아와 남 코카서스의 고원에는 길들이기 쉬운 동물의 적당한 결합과 씨를 뿌리는 작살과 콩류는 농경을 가능하게 했다. 그런 의미에서, 이 지역은 "문명의 요람"의 한 곳으로 여겨질 수있다.
전체 지역은기원전 제4천년기의 1/4분기에, 민족적으로 관련된 후르리인이 농축산물을 비축하며 살고 있던 시대가 시작된 기간의 지역으로 짐작된다. 2,000년 동안의 민족과 문화의 통합은 몇몇 학자들이 금석 병용 시대나 동기 시대로 특징짓고 있다.

## 청동기 시대와 철기 시대
기원전 약 3,400년부터 기원전 약 2,000년에 그 지역은 쿠라와 아렉세스 유역이 중심이 된 쿠라알렉시스나 초기 트란스캅카스 문화의 발전을 보았다. 그 시기 동안에는 가축과 양을 기르는 것으로 기반이 된 경제적 안정과 현저한 문화적 발달이 이룩되었다. 지역의 족장들은 부와 권력을 가진 사람들로 나타났다. 그 시대, 그 지역 사람들의 무덤 고분에서 금과 은으로 훌륭하게 가공한 선박들이 출토되었다. 그 출토품들의 몇몇 점들에는 중동 문화의 영향을 암시하는 종교 의식 장면들이 새겨져 있다. 그 거대하고 융성한 문화는 아카디안 메소포타미아의 더 진보된 문화와 접촉했지만, 점진적으로 단절되어, 기원전 약 2300년경에는 침체되었고, 그 상태로 결국에는 다수의 문화들로 나뉘었다. 그러한 문화들의 뒤를 잇는 최초의 문화는 동부 조지아의 베데니 문화이다.
기원전 3천년기의 끝자락에, 그 부족들의 상당한 경제적인 발전과 증대된 상업의 증거가 있다. 서부 조지아에서는 콜키시안으로 알려진 독특한 문화가 기원전 1800에서 기원전 7000년 사이에 발달하였고, 서부 조지아에서는 트리알레티의 쿠르간(봉분) 문화가 기원전 1500년 쯤에 절정에 달했다. 기원전 2천년기의 후반부 세기들에는 철제품이 남부 코카서스에서 만들어져서 출현하게 되었고, 사실상 철기 시대는 대규모이고, 그 때까지 구리와 청동으로 만들어진 것들보다 더 우월한 품질의, 도구들과 무기들의 도입으로 시작되었다. 가까운 동부 지역 사람들의 대부분은 그런 변화를 기원전 8세기나 9세기 전에는 받아들이지 않은 것으로 보인다.
그 기간 동안에는 현재까지 언어학적으로 최초의 조지아인들이, 끝내 남부 코카서스나 카르트벨리아인 혈통과의 민족적 문화적인 관계를 끊어 버림으로써, 통합된 증거가 되고 있다. 첫 번째로, 기원전 약 19세기에, 남동부 조지아의 스반어가 분리되었다, 기원전 8세기에는 밍그렐리아어와 라즈어의 기반이 되는 잔어가 분리되었으며, 전혀 다른 언어가 되었다. 언어의 기원으로 보면, 최초의 조지아/카르트벨리아 민족이 확립되었고, 주로 관련된 4 부족의 언어가 더해졌다. 조지아인 고유인 ("카르트스")는 잔스(메그렐로라즈, 콜키스인)과, 스반스를 통틀은 민족이며, 결국 현대 조지아 국가의 기반이 되었다.

## 참고 문헌
1. ↑  Vekua, A., Lordkipanidze, D., Rightmire, G. P., Agusti, J., Ferring, R., Maisuradze, G., et al. (2002). A new skull of early Homo from Dmanisi, Georgia. Science, 297:85–9.
2. ↑  Bar-Yosef, Ofer; Belfer-Cohen, Anna, and Adler, Daniel S. (2006), The Implications of the Middle-Upper Paleolithic Chronological Boundary in the Caucasus to Eurasian Prehistory 보관됨 2010-06-13 - 웨이백 머신. Anthropologie XLIV/1:49-60.
3. ↑  Balter M. (2009). Clothes Make the (Hu) Man. Science,325(5946):1329. doi: 10.1126/science.325_1329a
4. ↑  Kvavadze E, Bar-Yosef O, Belfer-Cohen A, Boaretto E,Jakeli N, Matskevich Z, Meshveliani T. (2009).30,000-Year-Old Wild Flax Fibers. Science, 325(5946):1359. doi: 10.1126/science.1175404 Supporting Online Material
5. ↑  Aruchlo: An Early Neolithic Tell Settlement of the 6th Millennium BC 보관됨 2008-05-16 - 웨이백 머신. Deutsches Archäologisches Institut. Retrieved on May 4, 2007.
6. ↑  Kiguradze, T. and Menabde, M. 2004. The Neolithic of Georgia. In: Sagona, A. (ed.), A View from the Highlands: Archaeological Studies in Honour of Charles Burney. Ancient Near Eastern Studies Supplement 12. Leuven: Peeters, pp. 345-398.
7. 1 2 3  Suny, Ronald Grigor (1994), The Making of the Georgian Nation: 2nd edition, pp. 4-6. Indiana University Press, ISBN 0-253-20915-3

## 추가 문헌
- Kushnareva, Karinė Khristoforovna (1997; translated by H. N. Michael), The southern Caucasus in prehistory : stages of cultural and socioeconomic development from the eighth to the second millennium B.C.. University of Pennsylvania Museum, ISBN 0-924171-50-2.